# Ferrovia Mogadiscio-Villaggio Duca degli Abruzzi
La ferrovia Mogadiscio-Villaggio Duca degli Abruzzi era una linea ferroviaria somala che ai tempi della dominazione italiana collegava la capitale Mogadiscio con la colonia agricola Villaggio Duca degli Abruzzi.

## Storia
La prima idea di una ferrovia che congiungesse Eritrea e Somalia nacque in seguito ad una convenzione stipulata nel 1906 tra Italia, Francia e Gran Bretagna per la costruzione di una ferrovia transetiopica. Si dovette però attendere il 1918 per lo studio di una linea tra Mogadiscio e il confine etiopico, di cui fu realizzato il progetto di massima per la tratta sino a Baidoa. I lavori iniziarono nel 1924 grazie all'impulso dato da Luigi Amedeo di Savoia-Aosta, Duca degli Abruzzi, la cui azienda agricola, in suo onore denominata Villaggio Duca degli Abruzzi, necessitava di un collegamento con il porto di Mogadiscio; in quell'anno fu aperta la prima tratta sino ad Afgoi, riprendendo il tracciato studiato nel 1918.
L'ultimo tratto di ferrovia venne completato nel 1927. A fine anni venti, a causa dello sviluppo del Villaggio Duca degli Abruzzi e di alcune deficienze di attrezzatura e di ordine organizzativo, si procedette con lavori di rifacimento della massicciata, dell'armamento e al rinnovo dei rotabili. 

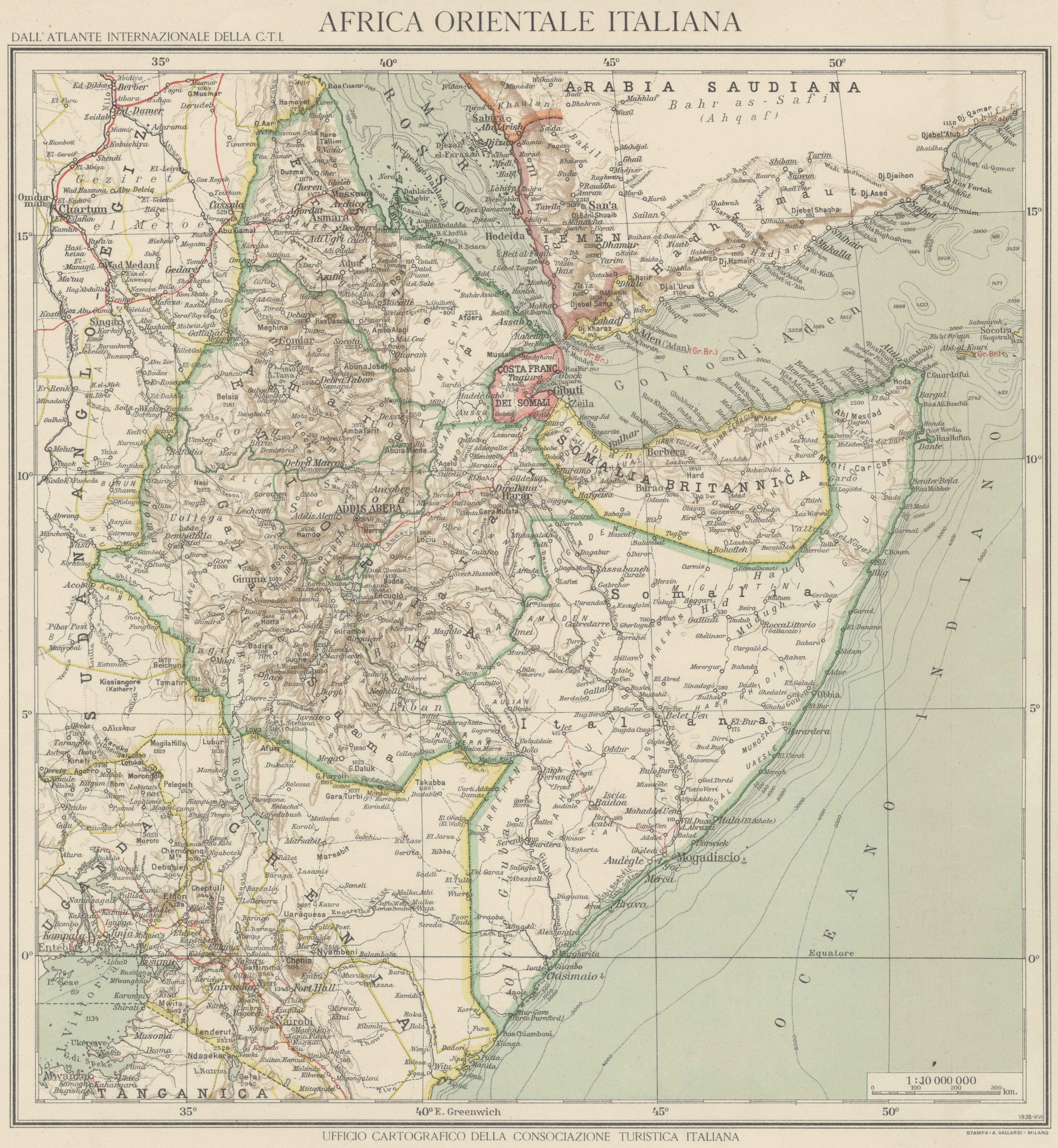
Malppa del 1938 con evidenziato il prolungamento da Adalei verso l'Etiopia

Negli anni trenta riprese piede il progetto di prolungamento dal bivio di Adalei fino al confine con l'Etiopia ma prima la guerra d'Etiopia, poi l'ingresso dell'Italia nella seconda guerra mondiale, ne fermarono la costruzione. Comunque nel 1935 fu creata una ferrovia tipo Decauville tra Villabruzzi e Bulo Burti, nata originariamente per servire le aziende agricole attorno al Villaggio e prolungata verso il confine etiopico a cura dei reparti del Genio.
Nel periodo 1929-1930 la ferrovia aveva trasportato 19 359 passeggeri e 43 467 tonnellate di merci con un introito di 1 591 527 ₤.
La ferrovia fu interamente smantellata nel 1941 dagli inglesi.
Il materiale rotabile ancora utilizzabile ed alcune locomotive a gasolio furono trasferiti nel 1942 in Eritrea, per utilizzarli sulla linea Massaua-Asmara.

## Caratteristiche
La linea era a binario unico a scartamento 950 mm; si sviluppava per 113 km, il raggio minimo di curva era di 75 metri, la pendenza massima del 17 per mille.

### Percorso
| Unknown route-map component "exKBHFa" |

| Unknown route-map component "exHST" |

| Unknown route-map component "exhKRZWae" |

| Unknown route-map component "exHST" |

| Unknown route-map component "exBHF" |

| Unknown route-map component "exBHF" |

| Unknown route-map component "exBHF" |

| Unknown route-map component "exBHF" |

| Unknown route-map component "exhKRZWae" |

| Unknown route-map component "exKBHFe" |

La tratta iniziava dal porto di Mogadiscio (odierno porto vecchio), correva lungo viale del Littorio (odierno corso Somalia) e giungeva alla stazione di Mogadiscio (via Corni, odierna via Colombia); quindi proseguiva parallelamente alla costa attraversando le dune nella regione del Basso Scebeli.
Dopo aver superato l'Uebi Scebeli la linea raggiungeva Afgoi e dopo avere attraversato le fermate ferroviarie di Buslei, Adalei e Ghersale, attraversava nuovamente il fiume Uebi Scebeli entrando nella regione del Medio Scebeli raggiungendo presso Giohar il Villaggio Duca degli Abruzzi.

### Traffico
Nel biennio 1929-1930 erano in orario una coppia di treni giornalieri per Afgoi e una o due coppie di treni settimanali per il Villaggio Duca degli Abruzzi, oltre ad una coppia di treni la domenica.
Il traffico viaggiatori sulla linea era esiguo: una sola coppia di treni, senza categoria, viaggiava il lunedì, il mercoledì e il sabato, fermando in tutte le stazioni e fermate, eccetto che al km 8 ed impiegando per l'intero tragitto circa 3 ore e 45 minuti. In aggiunta, il martedì, il giovedì, il venerdì e la domenica una coppia di treni effettuava il percorso tra Mogadiscio e Afgoi. Giornalmente infine si utilizzava una coppia di treni tra la capitale e il "km 8".

## Materiale ferroviario

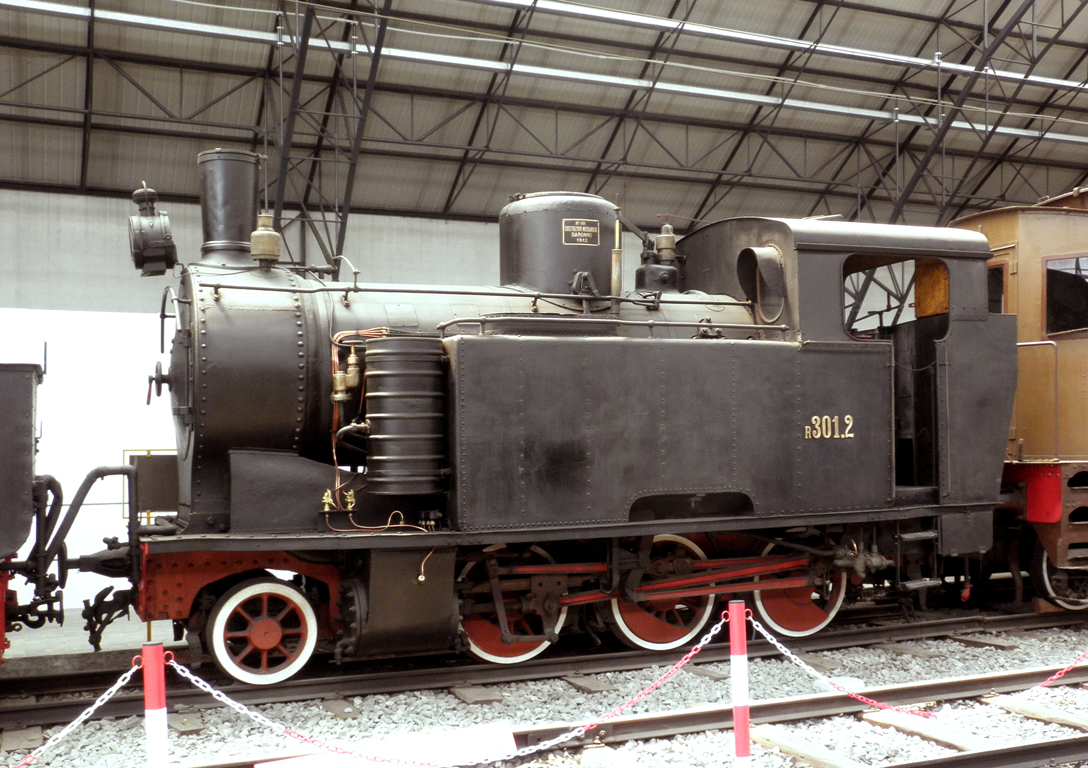
Locomotiva gruppo R.301 del tipo utilizzato in Somalia

Per la costruzione della linea furono utilizzate due locomotive a vapore del gruppo R.301 (unità 5 e 7) e due unità del gruppo R.300, queste ultime costruite dalle Reggiane e provenienti dalla Compagnia Mineraria della Nurra. Nel 1924 tali locomotive furono affiancate da tre locotender di costruzione Porter provenienti dalle saline di Massaua.
Nel 1927 furono acquistate due locomotive Diesel Brookville a due assi, affiancate due anni dopo da due locomotive Fiat-TIBB tipo TL 150, sempre a due assi e motore a gasolio. Tali locomotive, assieme ad altri mezzi motori costruiti in loco con varie motorizzazioni (SPA, Citroën 5 HP, Fiat 18 BL, 505 e 508), permisero di migliorare il servizio tanto da eliminare la trazione a vapore: nel 1934 le locomotive R.300 e R.301 furono trasferite in Eritrea, mentre le "Porter" furono impiegate solo per i servizi di manovra nel porto di Mogadiscio.
Il parco rotabili si completava con tre carrozze a carrelli di prima e terza classe, sei carri a sponde alte adattati a vetture di seconda classe, due carri cisterna e 124 carri merci di vario tipo (a sponde alte a due assi e a carrelli, carri chiusi e pianali.
Una locomotiva diesel Fiat-TIBB fu trasferita negli anni quaranta a Massaua dagli inglesi, come bottino di guerra assieme ad altro materiale rotabile.